# Extensión HNN
En matemáticas se llama extensión HNN a una construcción en el área de teoría de grupos. La teoría de extensiones HNN es fundamental en el estudio combinatorio y geométrico de grupos. Las extensiones HNN junto a los productos amalgamados forman la base de la teoría de Bass-Serre.
Fueron introducidos por Graham Higman, Bernhard Neumann y Hanna Neumann en 1949 en el artículo Embedding Theorems for Groups. En este artículo también se prueban otros resultados interesantes relativos a grupos.

## Definición
Una extensión HNN de un grupo G es la inmersión de dicho grupo en otro grupo H de forma que dos subgrupos isomorfos K y J de G son conjugados (por un isomorfismo dado previamente) en H.
Si {\displaystyle G} tiene la presentación {\displaystyle \langle S|R\rangle } y {\displaystyle \alpha :J\rightarrow K} es un isomorfismo entre dos subgrupos de {\displaystyle G} entonces la extensión HNN de {\displaystyle G} respecto de {\displaystyle \alpha } (que se nota {\displaystyle G*_{\alpha }}) tiene la siguiente presentación:
{\displaystyle \langle S,t\ |\ R,\ tjt^{-1}=\alpha (j)\ \forall j\in J\rangle }
Dado que el grupo {\displaystyle G*_{\alpha }} contiene los generadores y las relaciones de {\displaystyle G}, resulta clara la existencia de un morfismo de {\displaystyle G} en {\displaystyle G*_{\alpha }}, lo que prueban Higman, Neumann y Neumann en su artículo es que dicho morfismo es inyectivo.
Una consecuencia directa de este resultado es que cualquier isomorfismo entre dos subgrupos de un grupo G puede verse en una extensión H del mismo como un isomorfismo interno (o sea que ambos subgrupos resultan conjugados en H).
El lema de Britton, probado en 1963 en "The word problem" da una forma de identificar los elementos de una extensión HNN que no son la identidad.
Cualquier elemento {\displaystyle w\in G*_{\alpha }} puede escribirse como:
{\displaystyle w=g_{0}t^{\varepsilon _{1}}g_{1}t^{\varepsilon _{2}}\cdots g_{n-1}t^{\varepsilon _{n}}g_{n},\qquad g_{i}\in G,\varepsilon _{i}=\pm 1}
Lema de Britton Sea w tal que
- n = 0 y g0 ≠ 1 ∈ G, o
- n > 0 y en w no aparecen subpalabras de la forma tjt−1, con j ∈ J y de la forma t−1kt con k ∈ K,

entonces w ≠ 1 ∈ G∗α.